# Transat anglaise 1972
Navigation
Édition précédente Édition suivante
La Transat anglaise 1972 (Observer Single-handed Trans-Atlantic Race 1972) est la quatrième édition de la Transat anglaise. 
55 concurrents prennent le départ et 43 franchissent la ligne d'arrivée de l'édition 1972 de la Transat anglaise. Il n'y aura qu'une seule dépression modérée lors de cette édition, qui marque la première victoire d'un multicoque. Une femme finit la course pour la première fois lors de cette épreuve : Marie-Claude Fauroux pointe à la quatorzième place sur son Aloa 34 pieds.

## Classement
Classement de la course, :
| Pos. | Classe     | Skipper                | Bateau             | Type      | LOA        | Temps                                          |
| ---- | ---------- | ---------------------- | ------------------ | --------- | ---------- | ---------------------------------------------- |
| 1    | multicoque | Alain Colas            | Pen Duick IV       | trimaran  | 70 pieds   | 20 j 13 h 15 min                               |
| 2    | monocoque  | Jean-Yves Terlain      | Vendredi 13        | monocoque | 128 pieds  | 21 j 5 h 14 min                                |
| 3    | multicoque | Jean-Marie Vidal       | Cap 33             | trimaran  | 53 pieds   | 24 j 5 h 40 min                                |
| 4    | monocoque  | Brian Cooke            | British Steel      | monocoque | 59 pieds   | 24 j 19 h 28 min                               |
| 5    | multicoque | Tom Follett            | Three Cheers       | trimaran  | 46 pieds   | 27 j 11 h 04 min                               |
| 6    | multicoque | Gérard Pesty           | Architeuthis       | trimaran  | 55 pieds   | 28 j 11 h 55 min (dont 24 h de pénalité)       |
| 7    | monocoque  | Martin Minter-Kemp     | Strongbow          | monocoque | 65 pieds   | 28 j 12 h 46 min                               |
| 8    | monocoque  | Alain Gliksman         | Toucan             | monocoque | 34,5 pieds | 28 j 12 h 54 min                               |
| 9    | monocoque  | Franco Faggioni        | Sagittario         | monocoque | 50,5 pieds | 28 j 23 h 05 min (dont 18 h de pénalité)       |
| 10   | monocoque  | James Ferris           | Whisper            | monocoque | 53,5 pieds | 29 j 11 h 15 min                               |
| 11   | monocoque  | Marc Linski            | Isles du Frioul    | monocoque | 48 pieds   | 30 j 02 h 45 min (dont 1 h 15 min de pénalité) |
| 12   | monocoque  | Krzysztof Baranowski   | Polonez            | monocoque | 45 pieds   | 30 j 16 h 55 min                               |
| 13   | monocoque  | Mike McMullen          | Binkie II          | monocoque | 32 pieds   | 31 j 18 h 10 min                               |
| 14   | monocoque  | Marie-Claude Fauroux   | Aloa VII           | monocoque | 35 pieds   | 32 j 22 h 51 min (dont 50 min de pénalité)     |
| 15   | monocoque  | Jock Brazier           | Flying Angel       | monocoque | 46 pieds   | 33 j 09 h 21 min                               |
| 16   | monocoque  | Joel Charpentier       | Wild Rocket        | monocoque | 63 pieds   | 34 j 13 h 38 min                               |
| 17   | monocoque  | Yves Olivaux           | Aloa I             | monocoque | 35 pieds   | 34 j 17 h 30 min                               |
| 18   | monocoque  | Guy Piazzini           | Cambronne          | monocoque | 45,5 pieds | 35 j 10 h 24 min                               |
| 19   | monocoque  | Pierre Chassin         | Concorde           | monocoque | 43 pieds   | 36 j 01 h 19 min                               |
| 20   | monocoque  | Bruce Webb             | Gazelle            | monocoque | 47,5 pieds | 36 j 02 h 07 min                               |
| 21   | monocoque  | John Holtom            | La Bamba of Mersea | monocoque | 34 pieds   | 36 j 04 h 30 min                               |
| 22   | monocoque  | Guy Hornett            | Blue Smoke         | monocoque | 26 pieds   | 36 j 21 h 26 min                               |
| 23   | monocoque  | Wolf-Dietrich Kirchner | White Dolphin      | monocoque | 32 pieds   | 38 j 07 h 17 min                               |
| 24   | monocoque  | Jock McLeod            | Ron Glas           | monocoque | 47 pieds   | 38 j 09 h 50 min                               |
| 25   | monocoque  | Richard Clifford       | Shamaal            | monocoque | 25,5 pieds | 38 j 10 h 30 min                               |
| 26   | monocoque  | R. Lancy Burn          | Blue Gipsy         | monocoque | 28 pieds   | 39 j 08 h 30 min                               |
| 27   | multicoque | Philip Weld            | Trumpeter          | trimaran  | 44 pieds   | 39 j 13 h 25 min                               |
| 28   | monocoque  | Claus Hehner           | Mex                | monocoque | 35 pieds   | 40 j 08 h 23 min                               |
| 29   | monocoque  | Ambrogio Fogar         | Surprise           | monocoque | 38 pieds   | 41 j 04 h 45 min                               |
| 30   | monocoque  | Pat Chilton            | Mary Kate of Arun  | monocoque | 38 pieds   | 41 j 17 h 17 min                               |
| 31   | monocoque  | Eric Sumner            | Francette          | monocoque | 25 pieds   | 43 j 09 h 38 min                               |
| 32   | monocoque  | Zbigniew Puchalski     | Miranda            | monocoque | 39 pieds   | 45 j 10 h 05 min                               |
| 33   | monocoque  | Heiko Krieger          | Tinie              | monocoque | 26,5 pieds | 46 j 15 h 30 min                               |
| 34   | monocoque  | Jerry Cartwright       | Scuffler III       | monocoque | 32,5 pieds | 49 j 02 h 00 min                               |
| 35   | monocoque  | Christopher Elliott    | Lauric             | monocoque | 34 pieds   | 51 j 14 h 33 min                               |
| 36   | monocoque  | Andrew Spedding        | Summersong         | monocoque | 28 pieds   | 51 j 23 h 05 min                               |
| 37   | monocoque  | David Blagden          | Willing Griffin    | monocoque | 19 pieds   | 52 j 11 h 06 min                               |
| 38   | monocoque  | Teresa Remiszewska     | Komodor            | monocoque | 42 pieds   | 57 j 03 h 18 min                               |
| 39   | monocoque  | Mike Richey            | Jester             | monocoque | 26 pieds   | 58 j 08 h 18 min                               |
| 40   | monocoque  | Anne Michailof         | PS                 | monocoque | 30,5 pieds | 59 j 06 h 12 min                               |
| H-T  | monocoque  | Richard Konkolski      | Nike               | monocoque | 22,5 pieds | 60 j 13 h 12 min                               |
| H-T  | monocoque  | Martin Wills           | Casper             | monocoque | 31 pieds   | 63 j 22 h                                      |
| H-T  | monocoque  | Peter Crowther         | Golden Vanity      | monocoque | 38 pieds   | 88 j                                           |
| Abd. | monocoque  | Carlo Mascheroni       | Chica Boba         | monocoque | 41 pieds   | ?                                              |
| Abd. | monocoque  | Harry Mitchell         | Tuloa              | monocoque | 33 pieds   | fuite                                          |
| Abd. | multicoque | Bill Howell            | Tahiti Bill        | catamaran | 43 pieds   | collision                                      |
| Abd. | monocoque  | Bob Miller             | Mersea Pearl       | monocoque | 43 pieds   | démâtage                                       |
| Abd. | monocoque  | Gérard Dijkstra        | Second Life        | monocoque | 71 pieds   | démâtage                                       |
| Abd. | monocoque  | Oscar Debra            | Olva II            | monocoque | 46,5 pieds | fuite de carburant                             |
| Abd. | monocoque  | Francis Chichester     | Gipsy Moth V       | monocoque | 57 pieds   | raison médicale                                |
| Abd. | multicoque | Murray Sayle           | Lady of Fleet      | catamaran | 41 pieds   | démâtage                                       |
| Abd. | monocoque  | Bob Salmon             | Justa Listang      | monocoque | 25 pieds   | démâtage                                       |
| Abd. | monocoque  | Eugène Riguidel        | Onyx               | monocoque | 43 pieds   | avarie de gréement                             |
| Abd. | monocoque  | A. Barton              | Bristol Fashion    | monocoque | 24,5 pieds | démâtage                                       |
| Abd. | monocoque  | Edoardo Guzzetti       | Namar IV           | monocoque | 32,5 pieds | ?                                              |